# Municipio de Colony (condado de Delaware)
El municipio de Colony (en inglés: Colony Township) es un municipio ubicado en el condado de Delaware en el estado estadounidense de Iowa. En el año 2010 tenía una población de 795 habitantes y una densidad poblacional de 8,46 personas por km².

## Geografía
El municipio de Colony se encuentra ubicado en las coordenadas 42°35′41″N 91°10′49″O / 42.59472, -91.18028. Según la Oficina del Censo de los Estados Unidos, el municipio tiene una superficie total de 93.95 km², de la cual 93,93 km² corresponden a tierra firme y (0,02 %) 0,02 km² es agua.

## Demografía
Según el censo de 2010, había 795 personas residiendo en el municipio de Colony. La densidad de población era de 8,46 hab./km². De los 795 habitantes, el municipio de Colony estaba compuesto por el 97,86 % blancos, el 1,01 % eran asiáticos, el 0,25 % eran de otras razas y el 0,88 % eran de una mezcla de razas. Del total de la población el 1,26 % eran hispanos o latinos de cualquier raza.